# Römisches Theater (Arles)

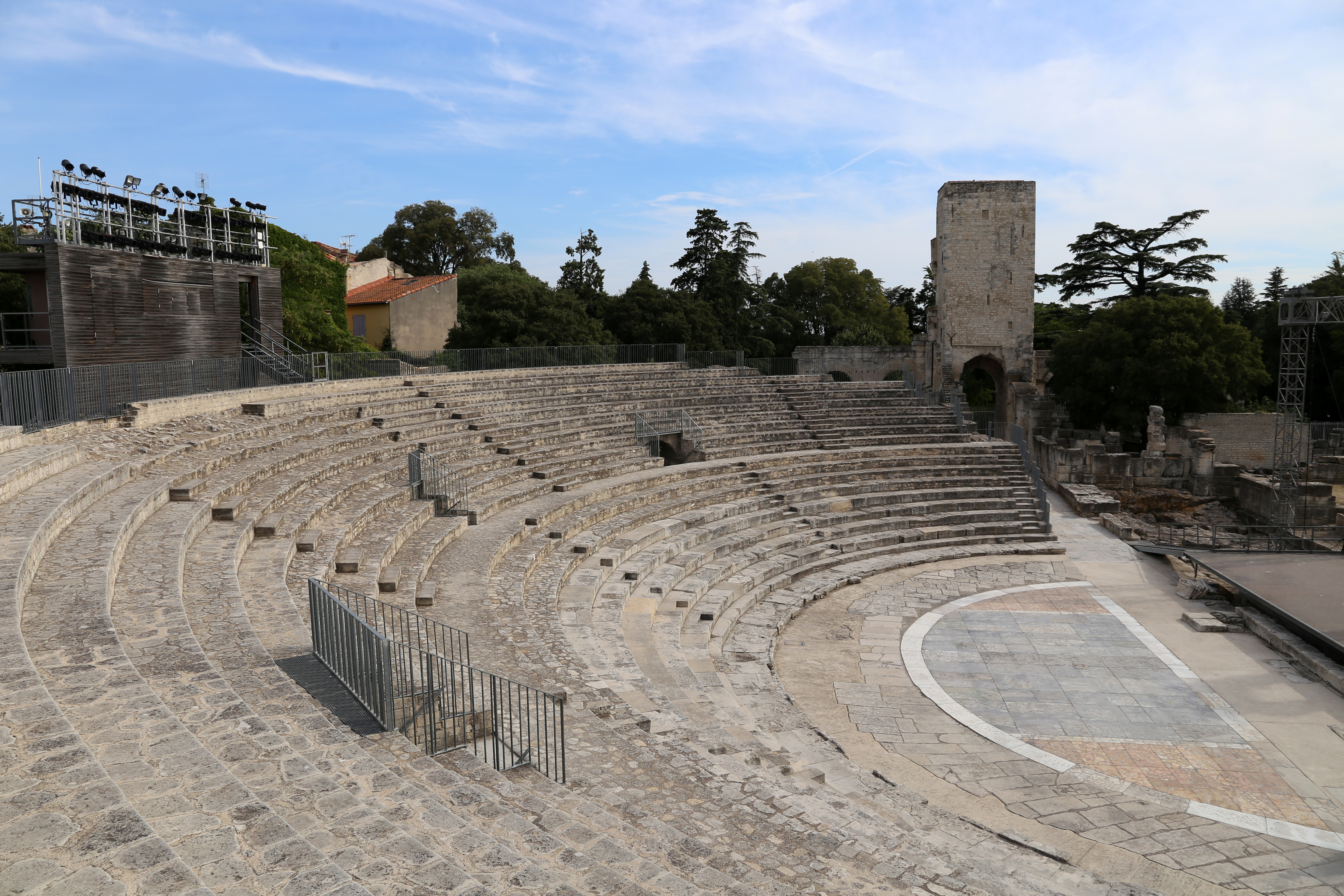
Römisches Theater in Arles: Cavea mit Rolandsturm

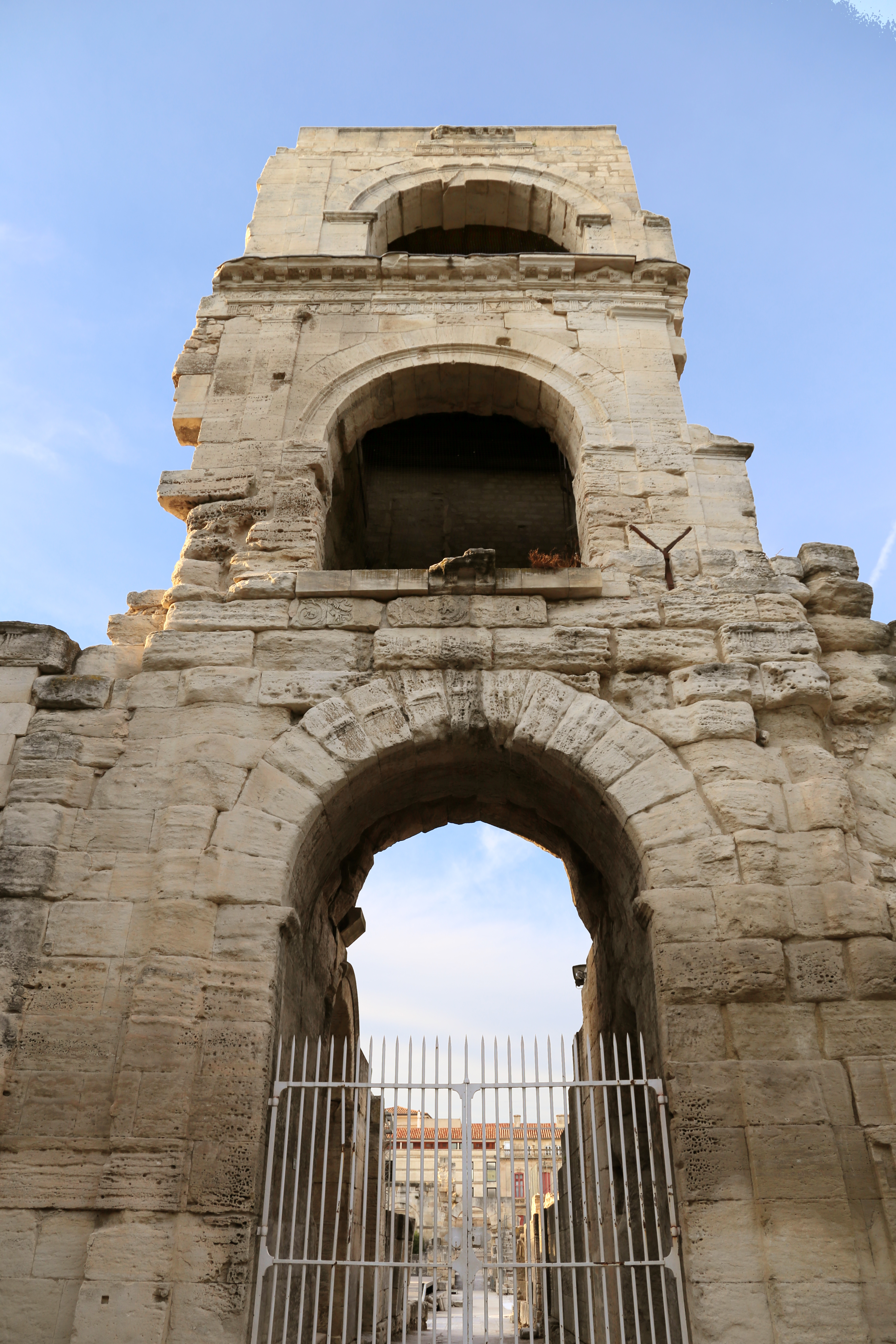
Eingang

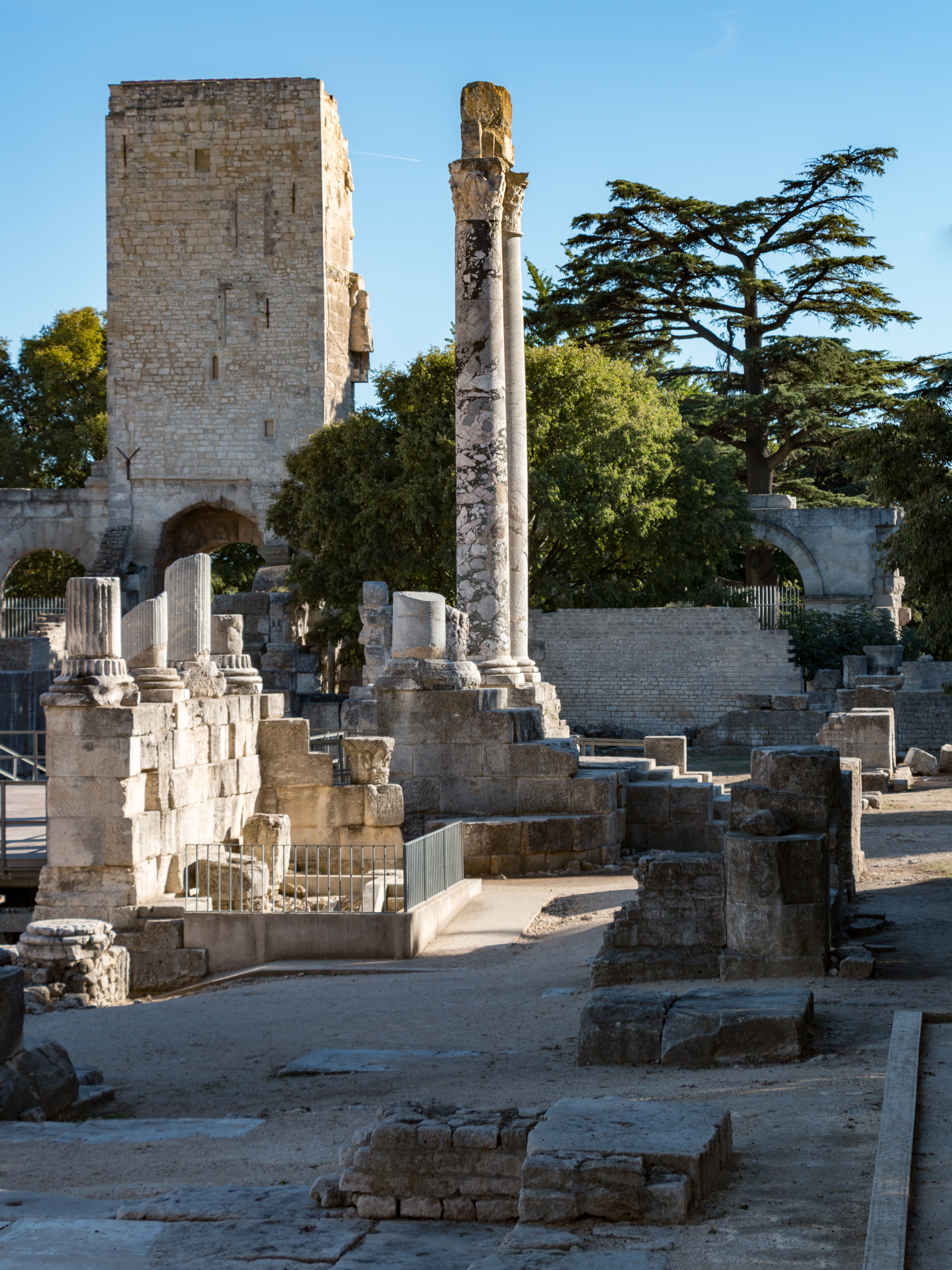
Rolandsturm und Säulenreste

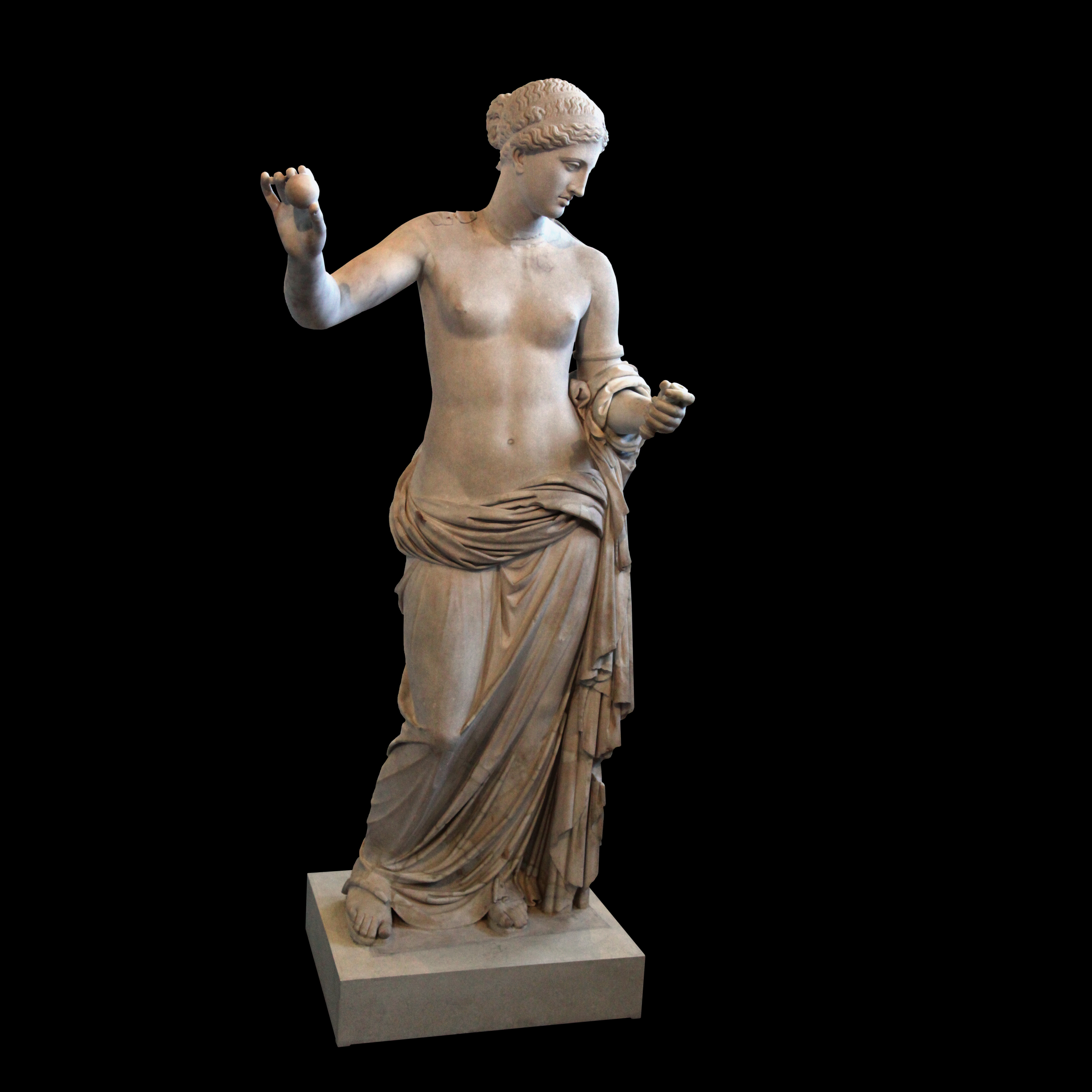
Venus von Arles

Das Römische Theater in der südfranzösischen Stadt Arles ist ein antikes Bauwerk aus dem 1. Jahrhundert v. Chr.

## Geschichte
In den Jahren 40 bis 30 v. Chr., während der Regierungszeit des Kaisers Augustus, begann der Bau des Theaters auf dem Hügel von L’Hauture nach dem römischen Gitterprinzip auf dem Decumanus (Ost-West-Achse). Im Jahre 12 v. Chr. wurde das Bauwerk als eines der ersten Steintheater des Römischen Reichs nach dem Vorbild des Marcellustheaters in Rom fertiggestellt.
Zwischen dem 6. und 8. Jahrhundert wurde eine der Theatermauern verstärkt, in die Stadtmauer integriert und mit einem Verteidigungsturm, dem sogenannten Tour de Roland (Rolandsturm) versehen.
Im 17. Jahrhundert fanden erste Ausgrabungen im Bereich des Theaters statt. Dabei entdeckte man zahlreiche antike Überreste, darunter auch viele Skulpturen, darunter die Venus von Arles.
Die vollständige Freilegung des Geländes erfolgte erst im 19. Jahrhundert. 1828 wurde hierbei der Altar des Apollon wiederentdeckt. Er stand auf dem Pulpitum, einer steinernen Schranke, welche die Trennung zwischen Orchester und Bühne markierte.

## Beschreibung
Ursprünglich bestand das Theater aus drei Bereichen. Die halbkreisförmige Cavea mit einem Durchmesser von 102 Metern bot Platz für 10.000 Zuschauer auf 33 Standreihen, auf der Bühne agierten die Schauspieler, und die Wand diente sowohl als Dekoration als auch als Abschluss des Theaterbauwerks.
- Die Plätze für die Zuschauer in der Cavea wurden entsprechend ihrem sozialen Status verteilt. Auf den unteren Reihen fanden Ritter und bedeutende Persönlichkeiten Platz, während die sonstigen Besucher in den oberen Bereichen untergebracht wurden. 20 Platzreihen sind erhalten geblieben.
- Auf der 50 Meter langen und 6 Meter breiten Holzplattform, welche die Bühne bildete, wurden die Maschinen des Theaters untergebracht. Bühne und Orchester waren durch zwei Treppen miteinander verbunden. Der Bühnen- und der Orchestergraben sind noch erhalten.
- Die Rückwand war auf drei Ebenen mit hundert Säulen in korinthischer Ordnung verziert, von denen nur noch zwei Marmorsäulen mit Simsfragmenten erhalten sind.

Das Theater besaß drei mit Säulen und Skulpturen bestückte Etagen, die auf der Südseite noch erhalten und in dem frühmittelalterlichen Rolandsturm integriert sind. Eine Augustus-Statue befindet sich heute im Museum der Antike in Arles. Die Venus von Arles, welche bei Ausgrabungen gefunden wurde und sich heute im Louvre in Paris befindet, stand in einer Nische der Rückwand.
Das von Schauspielern gestaltete Theaterprogramm umfasste römische oder griechische Tragödien, Komödien und Pantomimen. Die Vorstellungen wurden zu Ehren der Götter aufgeführt und waren kostenlos, jedoch waren manchmal nur Männer zugelassen.
Heute ist das Römische Theater Ort zahlreicher Veranstaltungen. Von Ende Juni bis Ende August finden hier die Arles- und Kostümfestivals, die International Photography Meetings, das Suds Festival, das Escales du Cargo Festival und das Peplum Film Festival statt.

## Denkmalschutz
Das Römische Theater von Arles ist in der von Prosper Mérimée erstellten Liste von 1840 unter der Kennzeichnung PA00081189 eingetragen und steht seit 1981 auf der Liste des UNESCO-Welterbes in Europa.